# Liduina Meneguzzi
Liduina Meneguzzi, OSFS, rodným jménem Elisa Angela Meneguzzi (12. září 1901, Abano Terme – 2. prosince 1941, Dire Dawa) byla italská římskokatolická řeholnice, členka kongregace Sester svatého Františka Saleského, působící jako misionářka v Etiopii. Katolická církev ji uctívá jako blahoslavenou.

## Život
Narodila se dne 12. září 1901 v obci Abano Terme v provincii Padova jako dítě chudých farmářů.
Již v dětství uvažovala o řeholním životě. Vyučovala katechismus a často navštěvovala mši svatou. Ve čtrnácti letech, v roce 1915, začala pracovat jako služebná v majetných rodinách a také pracovala v lázeňských hotelech poblíž města.
Dne 5. března 1926 vstoupila do ženské řeholní kongregace Sester svatého Františka Saleského. Přijala řeholní jméno Liduina. Dne 3. května 1934 složila své doživotní řeholní sliby. V té době pracovala v internátní škole Santa Croce jako vychovatelka a sakristiána, kromě svého postu zdravotní sestry.
V roce 1937 se jí splnila její touha připojit se k misiím v Etiopii, kdy byla poslána do Dire Dawa. Zde pracovala jako zdravotní sestra v občanské nemocnici Parini a se stala známou jako sestra Gudda. Oplývala velkou oddaností k potřebám nemocných a chudých ve městě. Na pačátku druhé světové války se starala o raněné vojáky. Když bylo město bombardováno, přemístila raněné do úkrytů, kde jim kromě zdravotnických služeb také poskytovala duchovní pomoc a křtila ty, kteří měli smrtelná zranění. Byla známá pro svůj ekumenismus vůči koptským křesťanům a snažila se o pozitivní vztahy s muslimy.
Zemřela na rakovinu dne 2. prosince 1941 v Dire Dawa, kde byla také pohřbena. V červenci roku 1961 byly její ostatky přeneseny do mateřského domu jí založené kongregace v Padově.

## Úcta
Její beatifikační proces započal dne 13. dubna 1978, čímž obdržela titul služebnice Boží. Dne 25. června 1996 ji papež sv. Jan Pavel II. podepsáním dekretu o jejích hrdinských ctnostech prohlásil za ctihodnou. Dne 7. července 2001 byl uznán zázrak na její přímluvu, potřebný pro její blahořečení.
Blahořečena pak byla dne 20. října 2002 na Svatopetrském náměstí papežem sv. Janem Pavlem II.
Její památka je připomínána 2. prosince. Bývá zobrazována v řeholním oděvu.